# Osiedle Tysiąclecia (Katowice)

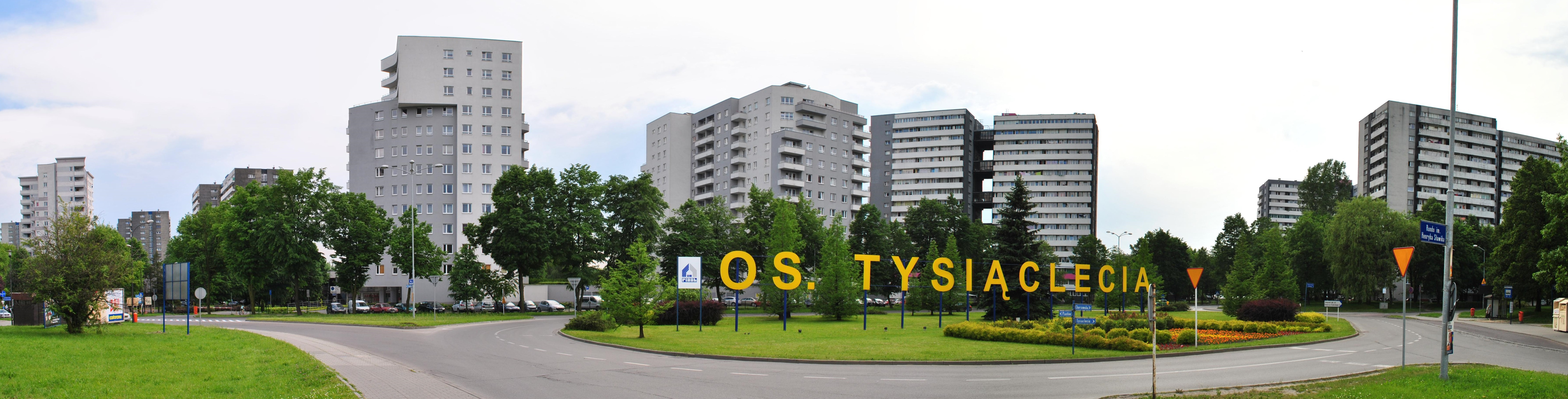
Blick auf die Hochhaussiedlung Osiedle Tysiąclecia

Osiedle Tysiąclecia ist eine Hochhaus-Siedlung und Stadtteil von Katowice. Sie ist eine der größten Hochhaus-Siedlungen in Europa. Die Siedlung entstand im Jahre 1961, als das sozialistische Polen das Millennium des polnischen Staates feierte (Tysiąclecie bedeutet Millennium).

## Geografie
Die Wohnsiedlung wurde am Nordwestrand der wachsenden Industriestadt Kattowitz anstelle der Ansiedlungen Sossnina und Bedersdorf und südlich der Grünflächen des neuen Schlesischen Kultur- und Erholungsparks angelegt. Sie erstreckt sich auf einer Fläche von 2 km², auf verschlungenem Straßennetz zwischen der ul. Chorzowska im Norden (Ausfallstraße nach Chorzów) und der Schnellstraße DTŚ im Süden. Durch die Siedlung fließt der Rawabach.

## Aufbau der Siedlung
In der Tysiąclecia-Siedlung gibt es viele Wohnhochhäuser, fünf Schulen, ein Hallenbad und zwei römisch-katholische Kirchen. Kennzeichen des Osiedle Tysiąclecia sind die Kukurydza-Hochhäuser (Maiskolben), die mit 87 Metern Höhe die höchsten polnischen Wohngebäude in Oberschlesien sind.